# دوريان سنغابوري
دوريان سنغابوري (الاسم العلمي:Durio singaporensis) هو نوع من النباتات يتبع جنس الدوريان من الفصيلة الخبازية.